# Plemyria semifumosa
Plemyria semifumosa är en fjärilsart som beskrevs av Edward Alfred Cockayne 1952. Plemyria semifumosa ingår i släktet Plemyria och familjen mätare. Inga underarter finns listade i Catalogue of Life.